# منتخب إسكتلندا لكرة السلة للسيدات
منتخب اسكتلندا الوطني لكرة السلة للسيدات (بالإنجليزية: Scotland women's national basketball team) هو ممثل المملكة المتحدة الرسمي في المنافسات الدولية في كرة السلة للسيدات.